# Кофа за въглища
Кофата за въглища е контейнер, подобен на кофа, който служи да побере малък, междинен запас от въглища, удобен за вътрешна печка или нагревател на въглища.

## Етимология
Думата scuttle („кофа за въглища“) идва чрез средноанглийски и староанглийски, от латинската дума Scutula, което означава плитък тиган. Алтернативно наименование, hod, произлиза от старофренското hotte, което означава „кошница“, и също се използва по отношение на кутии, използвани за пренасяне на тухли или други строителни материали.

## Описание
Обикновено кофите за въглища са направени от метал и оформени като вертикален цилиндър или пресечен конус, като отвореният връх е наклонен за изливане на въглища върху огън. Може да има една или две дръжки. Домовете, които не използват въглища, понякога използват декоративни въглища.

## Трагична употреба
През 1917 г. шведският сериен убиец Хилда Нилсон използва въглища, голяма кофа и мивка, за да удави децата, за които е била наета да се грижи.

## Галерия
- Ламаринена кофа за въглища, побираща 5 кг, 1970-те
- Пренос на кофа за въглища